# Discographie de LMFAO
La discographie du duo de dance LMFAO de Los Angeles en Californie.

## Albums studio
| Titre                   | Détails de l'album                                                                    | Meilleure position | Meilleure position | Meilleure position | Meilleure position | Meilleure position | Meilleure position | Meilleure position | Meilleure position | Meilleure position | Meilleure position | Certifications                                                                                   |
| Titre                   | Détails de l'album                                                                    | US                 | AUS                | CAN                | FRA                | GER                | IRL                | NLD                | NZ                 | SWI                | UK                 | Certifications                                                                                   |
| ----------------------- | ------------------------------------------------------------------------------------- | ------------------ | ------------------ | ------------------ | ------------------ | ------------------ | ------------------ | ------------------ | ------------------ | ------------------ | ------------------ | ------------------------------------------------------------------------------------------------ |
| Party Rock              | - Sortie : 7 juillet 2009 - Label : Interscope - Formats : CD, téléchargement digital | 33                 | —                  | —                  | 56                 | —                  | —                  | —                  | —                  | —                  | —                  | - CAN : Or                                                                                       |
| Sorry for Party Rocking | - Sortie : 21 juin 2011 - Label : Interscope - Formats : CD, téléchargement digital   | 5                  | 2                  | 2                  | 6                  | 19                 | 11                 | 40                 | 2                  | 13                 | 8                  | - É-U : Or - AUS: 3 × Platine - SUI : Or - IRMA: Gold - MC: 2× Platinum - N-Z: Or - FRA: Platine |

## EPs
| Année      | Détails de l'album                                                                  |
| ---------- | ----------------------------------------------------------------------------------- |
| Party Rock | - Sortie : 1er juillet 2008 - Label : Interscope - Formats : Téléchargement digital |

## Chansons

### Singles
| Single                                              | Année | Meilleure position | Meilleure position | Meilleure position | Meilleure position | Meilleure position | Meilleure position | Meilleure position | Meilleure position | Meilleure position | Meilleure position | Certifications                               | Album                   |
| Single                                              | Année | É-U                | AUS                | CAN                | FRA                | ALL                | IRE                | BEL                | NZ                 | SUI                | R-U                | Certifications                               | Album                   |
| --------------------------------------------------- | ----- | ------------------ | ------------------ | ------------------ | ------------------ | ------------------ | ------------------ | ------------------ | ------------------ | ------------------ | ------------------ | -------------------------------------------- | ----------------------- |
| I'm in Miami Bitch                                  | 2008  | 51                 | 27                 | 37                 | —                  | —                  | —                  | —                  | —                  | —                  | —                  | - AUS: Or - CAN: Platine                     | Party Rock              |
| La La La                                            | 2009  | 55                 | —                  | —                  | —                  | —                  | —                  | —                  | —                  | —                  | 56                 |                                              | Party Rock              |
| Shots (avec Lil Jon)                                | 2009  | 68                 | —                  | 53                 | —                  | —                  | —                  | —                  | —                  | —                  | —                  | - CAN: Platine                               | Party Rock              |
| Yes                                                 | 2009  | —                  | —                  | 68                 | —                  | —                  | —                  | —                  | —                  | —                  | —                  |                                              | Party Rock              |
| Party Rock Anthem (avec Lauren Bennett et GoonRock) | 2011  | 1                  | 1                  | 1                  | 1                  | 1                  | 1                  | 9                  | 1                  | 1                  | 1                  | - AUS: 6× Platine - GER: Or - NZ: 3× Platine | Sorry for Party Rocking |
| Champagne Showers (avec Natalia Kills)              | 2011  | —                  | 9                  | 53                 | 12                 | 41                 | 15                 | 23                 | 8                  | 56                 | 32                 | - AUS : Or                                   | Sorry for Party Rocking |
| Sexy and I Know It                                  | 2011  | 1                  | 1                  | 1                  | 3                  | 8                  | 4                  | 8                  | 1                  | 7                  | 5                  |                                              | Sorry for Party Rocking |
| Sorry for Party Rocking                             | 2012  | 49                 | 32                 | 31                 | 16                 | —                  | 18                 | —                  | 27                 | 43                 | 23                 |                                              | Sorry for Party Rocking |

### Collaborations
| Année                              | Single                                                                       | Rang | Rang   | Rang      | Rang      | Rang | Rang | Rang | Rang | Rang | Certifications     | Album                |
| Année                              | Single                                                                       | US   | US Pop | BEL (FLA) | BEL (WAL) | CAN  | AUS  | SWE  | NZ   | UK   | Certifications     | Album                |
| ---------------------------------- | ---------------------------------------------------------------------------- | ---- | ------ | --------- | --------- | ---- | ---- | ---- | ---- | ---- | ------------------ | -------------------- |
| 2008                               | Shooting Star (David Rush featuring Kevin Rudolf, LMFAO et Pitbull)</ small> | 33   | —      | —         | —         | 66   | —    | —    | —    | —    |                    | Feel the Rush Vol. 1 |
| 2010                               | Gettin' Over You (David Guetta, Chris Willis, Fergie & LMFAO)                | 31   | 22     | 18        | 12        | 12   | 5    | 28   | 3    | 1    | - AUS: 2 × Platine | One More Love        |
| 2012                               | Livin' My Love (Steve Aoki, Nervo & LMFAO)                                   | —    | —      | —         | —         | 68   | —    | —    | —    | —    |                    | Wonderland           |
| "—" La chanson n'a pas été classée |                                                                              |      |        |           |           |      |      |      |      |      |                    |                      |

### Remixes
| Année | Titre |
| ----- | --- |
| 2007  | - Space Cowboy par Space Cowboy |
| 2008  | - Paranoid par Kanye West - Love Lockdown par Kanye West |
| 2009  | - Shooting Star par David Rush (aka Young Boss) featuring Kevin Rudolf et Pitbull - Boom Boom Pow par The Black Eyed Peas - Hot n Cold par Katy Perry - LoveGame par Lady Gaga - Clumsy par Fergie |
| 2010  | - Part of Me par Chris Cornell - Let's Get Crazy par Cassie featuring Akon - Get U Home par Shwayze - I'm in the House par Steve Aoki featuring Zuper Blahq - Release Me par Agnes - We Came Here to Party featuring Goon Rock - Billionaire par Travis McCoy featuring Bruno Mars et Gucci Mane - Ghostbusters (Bustin' Makes Me Feel Good) par Ray Parker Jr. |
| 2012  | - Give Me All Your Luvin' par Madonna featuring Nicki Minaj - Live My Life par Far East Movement featuring Justin Bieber - Ain't Coming Down par Far East Movement featuring Sidney Samson, Matthew Koma |

### Singles et Participations de RedFoo
- Took My Love - Pitbull ft. David Rush, Vein & RedFoo (2011)
- Live My Life (Party Rock Remix) - Far East Movement ft. Justin Bieber and Redfoo (2012)
- Run (To You) - Flo Rida ft. RedFoo (2012)
- Bring Out The Bottles (2012)
- I'll Award You With My Body (2013)
- Let's Get Ridiculous (2013)

### Singles et Participations de SkyBlu
- Tonight (HYPER CRUSH REMIX) - Enrique Iglesias ft. Hyper Crush and Skyblu (2010)
- Drunk of your love - Shwayze & Cisco ft. Skyblu (2011)
- Uh Oh - Leaf ft. Skyblu (2012)
- Alcohol - The Cataracs ft. Skyblu (2012)
- @SEXSONG - Skyblu ft. Mark Rosas (2012)
- Pop Bottles - Skyblu ft. Mark Rosas (2013)
- Salud - SkyBlu ft. The Salud Gang (2013)
- I Want To Party - Sky Blu (2013)